# 2017年臺灣燈會
2017年臺灣燈會是2017年（農曆丁酉年，生肖雞）2月在台灣雲林縣舉辦的第28屆臺灣燈會。由總統蔡英文、行政院長林全及雲林縣長李進勇共同點燈。

## 展覽
2017年燈會以「友善大地」、「多元文化」、「燈會原鄉」為三大主軸，再延伸出六大主題「永續樂活」、「阮ㄟ故鄉」、「偶戲春秋」、「百米藝閣」、「宗教祈福」、「工藝風華」，展現雲林縣獨特的生態及文化。
第28屆燈會共分兩大燈區，一為虎尾鎮高鐵特定區的虎尾主燈區，另一個則是北港鎮街區的北港燈區。
虎尾主燈區從2月10日開始試營運，2月11日正式展覽，北港燈區則在2月7日就開始，原先預計兩區皆在同月19日結束，由於北港燈區因逢朝天宮盛香期，每天遊客如織，北港鎮公所積極爭取後，位在北港朝天宮四周的四個燈區，決定保留至媽祖聖誕過後的4月20日，虎尾主燈區如期在2月19日結束，同時將把虎尾主燈區的宗教性創作花燈移到北港燈區續展。
舉辦腹地達50公頃，為歷屆之最。
虎尾燈區停車格超過2萬格，亦是歷屆停車場最大的一屆。
展期參訪人數經官方統計達1,360萬人次。

### 主燈
第28屆燈會的主燈造型為鳳凰，高23公尺，由中研院院士曾永義命名為「鳳凰來儀」，象徵“帶領臺灣飛向新紀元”。開燈六步驟為「魚米雲林縣、花燈作故鄉、蔗糖與偶戲、寶島耀榮光、國泰民安樂、來儀舞鳳凰」。

### 副燈
- 牛轉乾坤
- 祥獅獻瑞
- 鳥囀花開
- 魚躍龍門（位在北港燈區）[參 6]

## 社會反應

### 政商界
東道主雲林縣長李進勇感謝各界以實際行動「齊心相挺」。此次與雲林縣競爭主辦權的嘉義縣長張花冠表示「我們嘉義縣就輸在『史艷文、藏鏡人』」，北港燈區的展覽「僅此雲林，別無他處」。
2017年台灣燈會於2月19日晚上10點半畫下完美句點，雲林縣長李進勇除了向所有台灣燈會的幕後英雄致敬外，並在交通部觀光局局長周永暉的監交下將象徵主辦權的「台灣燈會」黃色燈籠交給嘉義縣長張花冠。張花冠在象徵傳承的接燈典禮上，以奧黛麗赫本的造型現身，牽著小狗（2018年為生肖狗年）出場，與嘉義縣在地舞團一起大跳50年代最流行的舞蹈，代表2018年臺灣燈會由嘉義縣接手舉辦。。
台中市政府特地在友好城市燈區設置「2018台中世界花博」主題燈區，展現台中與雲林的友好合作精神。台中市長林佳龍率市府團隊前往燈會參觀，並施放水燈為全國民眾祈福。林佳龍說，回到家鄉感覺相當溫暖，雲林台灣燈會相當具有國際水準，台中已與雲林簽署「雲林台中合作備忘錄」，2018年台中世界花博兩縣市亦將合作，花博將借鏡雲林農博舉辦經驗，屆時邀請李縣長一起共襄盛舉，讓兩縣市一起合作，讓中部發展更加蓬勃，落實中部跨域治理政策。

### 民間
燈會正式開始前兩天時，網路上流傳燈會將延至2月28日的消息。雲林縣政府新聞處處長張凱傑說，燈會如期在19日閉幕，並沒有延長。
這次燈會不少民眾希望縣府將燈會展延到二二八連續假期結束。張凱傑表示，縣府曾針對燈會展延向交通部觀光局提出建議，觀光局認為台灣燈會舉辦廿八年都是橫跨二個週六、日，是一般慣例通則，另燈會展延牽涉合約、經費與人力配置，還須志工能夠配合，考量層面廣，目前虎尾燈區尚無展延規劃，北港燈區則確定延到4月23日才結束。

## 註解
1. ↑  開燈時間為每周五、六、日（包括228連假和清明連假）晚上6點至9點
2. ↑  北港朝天宮在1965年舉辦第一屆元宵節花燈展覽，可以說是國內（指台灣地區）花燈的原鄉。
3. ↑  「阮ㄟ」是閩南語複數第一人稱所有格（臺羅：gún-ê）的俗寫，即「我們的」。

## 外部連結
- （繁體中文）（英文）（日語）2017臺灣燈會在雲林（交通部官方網站）
- （繁體中文）2017臺灣燈會在雲林（雲林縣政府官方網站）